# جوفي
جوفي، هي بلدة تقع في شمال شرق إستونيا،وعاصمة مقاطعة إيدا فيرو.المدينة هي أيضا مركز إداري لأبرشية جوفي.تقع على بعد 50 كم من الحدود الروسية.
الإثنيون الإستونيون هم أقلية في جوفي،حيث أن حوالي 55 ٪ من سكان المدينة هم من أصل روسي.

## التاريخ
تم ذكر جوفي لأول مرة كقرية في عام 1241 في التعداد الدنمارك عندما كانت تحكمها الدنمارك.الأسماء التاريخية ل جوفي كانت قوي و جيوي.في القرن الثالث عشر تم بناء كنيسة هنا وأصبحت جوفي مركزًا لأبرشية الكنيسة المحلية.
في 1 مايو 1938،أعاد كونستانتين باتس تسمية البلدة جوفي إلى جانب جميع الأحياء الإستونية تقريبًا.حتى عام 1991، كانت جوفي إحدى مقاطعات كوتلا يارف. في عام 2005 تم توحيد بلدة جوفي مع رعية جوفي.

## مناخ
| البيانات المناخية لـJõhvi (1981–2010) | البيانات المناخية لـJõhvi (1981–2010) | البيانات المناخية لـJõhvi (1981–2010) | البيانات المناخية لـJõhvi (1981–2010) | البيانات المناخية لـJõhvi (1981–2010) | البيانات المناخية لـJõhvi (1981–2010) | البيانات المناخية لـJõhvi (1981–2010) | البيانات المناخية لـJõhvi (1981–2010) | البيانات المناخية لـJõhvi (1981–2010) | البيانات المناخية لـJõhvi (1981–2010) | البيانات المناخية لـJõhvi (1981–2010) | البيانات المناخية لـJõhvi (1981–2010) | البيانات المناخية لـJõhvi (1981–2010) | البيانات المناخية لـJõhvi (1981–2010) |
| الشهر                                 | يناير                                 | فبراير                                | مارس                                  | أبريل                                 | مايو                                  | يونيو                                 | يوليو                                 | أغسطس                                 | سبتمبر                                | أكتوبر                                | نوفمبر                                | ديسمبر                                | المعدل السنوي                         |
| ------------------------------------- | ------------------------------------- | ------------------------------------- | ------------------------------------- | ------------------------------------- | ------------------------------------- | ------------------------------------- | ------------------------------------- | ------------------------------------- | ------------------------------------- | ------------------------------------- | ------------------------------------- | ------------------------------------- | ------------------------------------- |
| الدرجة القصوى °م (°ف)                 | 8.9 (48.0)                            | 10.6 (51.1)                           | 16.8 (62.2)                           | 26.0 (78.8)                           | 30.8 (87.4)                           | 32.1 (89.8)                           | 33.7 (92.7)                           | 34.6 (94.3)                           | 28.1 (82.6)                           | 19.7 (67.5)                           | 11.4 (52.5)                           | 10.9 (51.6)                           | 34.6 (94.3)                           |
| متوسط درجة الحرارة الكبرى °م (°ف)     | −2.9 (26.8)                           | −2.7 (27.1)                           | 1.5 (34.7)                            | 9.3 (48.7)                            | 15.7 (60.3)                           | 19.1 (66.4)                           | 22.0 (71.6)                           | 20.4 (68.7)                           | 14.8 (58.6)                           | 8.6 (47.5)                            | 2.1 (35.8)                            | −1.3 (29.7)                           | 8.9 (48.0)                            |
| المتوسط اليومي °م (°ف)                | −5.1 (22.8)                           | −6.0 (21.2)                           | −2.0 (28.4)                           | 4.4 (39.9)                            | 10.2 (50.4)                           | 14.2 (57.6)                           | 17.0 (62.6)                           | 15.5 (59.9)                           | 10.6 (51.1)                           | 5.6 (42.1)                            | 0.0 (32.0)                            | −3.6 (25.5)                           | 5.1 (41.2)                            |
| متوسط درجة الحرارة الصغرى °م (°ف)     | −8.4 (16.9)                           | −9.1 (15.6)                           | −5.7 (21.7)                           | −0.1 (31.8)                           | 4.4 (39.9)                            | 8.9 (48.0)                            | 11.6 (52.9)                           | 10.6 (51.1)                           | 6.6 (43.9)                            | 2.5 (36.5)                            | −2.5 (27.5)                           | −6.4 (20.5)                           | 1.0 (33.8)                            |
| أدنى درجة حرارة °م (°ف)               | −34.5 (−30.1)                         | −31.4 (−24.5)                         | −26.8 (−16.2)                         | −13.9 (7.0)                           | −5.9 (21.4)                           | −2.5 (27.5)                           | 2.2 (36.0)                            | 1.0 (33.8)                            | −3.1 (26.4)                           | −15.7 (3.7)                           | −25.9 (−14.6)                         | −28.7 (−19.7)                         | −34.5 (−30.1)                         |
| الهطول مم (إنش)                       | 45 (1.8)                              | 33 (1.3)                              | 39 (1.5)                              | 32 (1.3)                              | 49 (1.9)                              | 83 (3.3)                              | 81 (3.2)                              | 103 (4.1)                             | 74 (2.9)                              | 82 (3.2)                              | 65 (2.6)                              | 50 (2.0)                              | 736 (29.0)                            |
| متوسط الرطوبة النسبية (%)             | 88                                    | 86                                    | 81                                    | 71                                    | 68                                    | 74                                    | 76                                    | 80                                    | 84                                    | 87                                    | 89                                    | 89                                    | 81                                    |
| المصدر: Estonian Weather Service      |                                       |                                       |                                       |                                       |                                       |                                       |                                       |                                       |                                       |                                       |                                       |                                       |                                       |

## صالة عرض

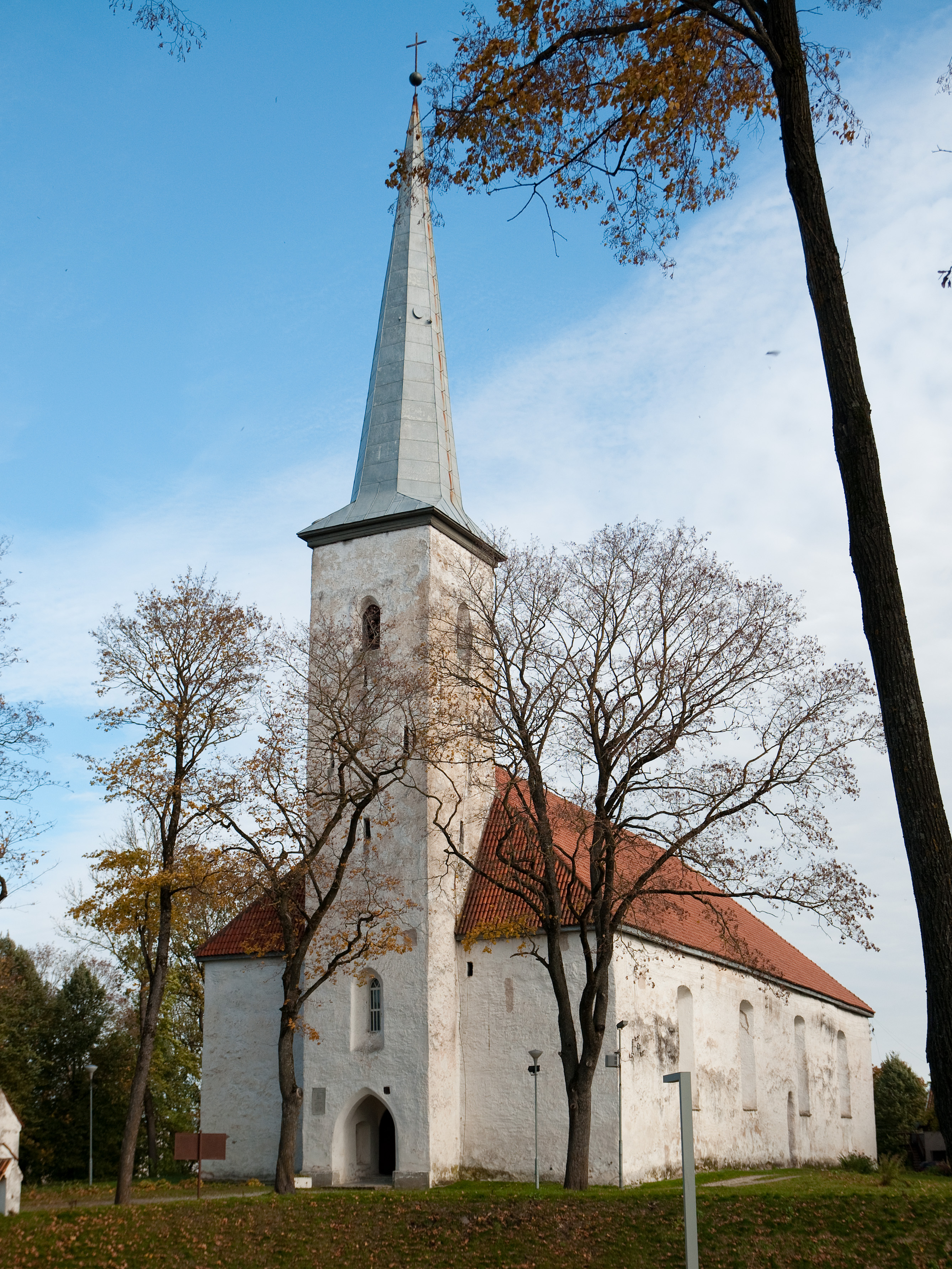
كنيسة جوفي
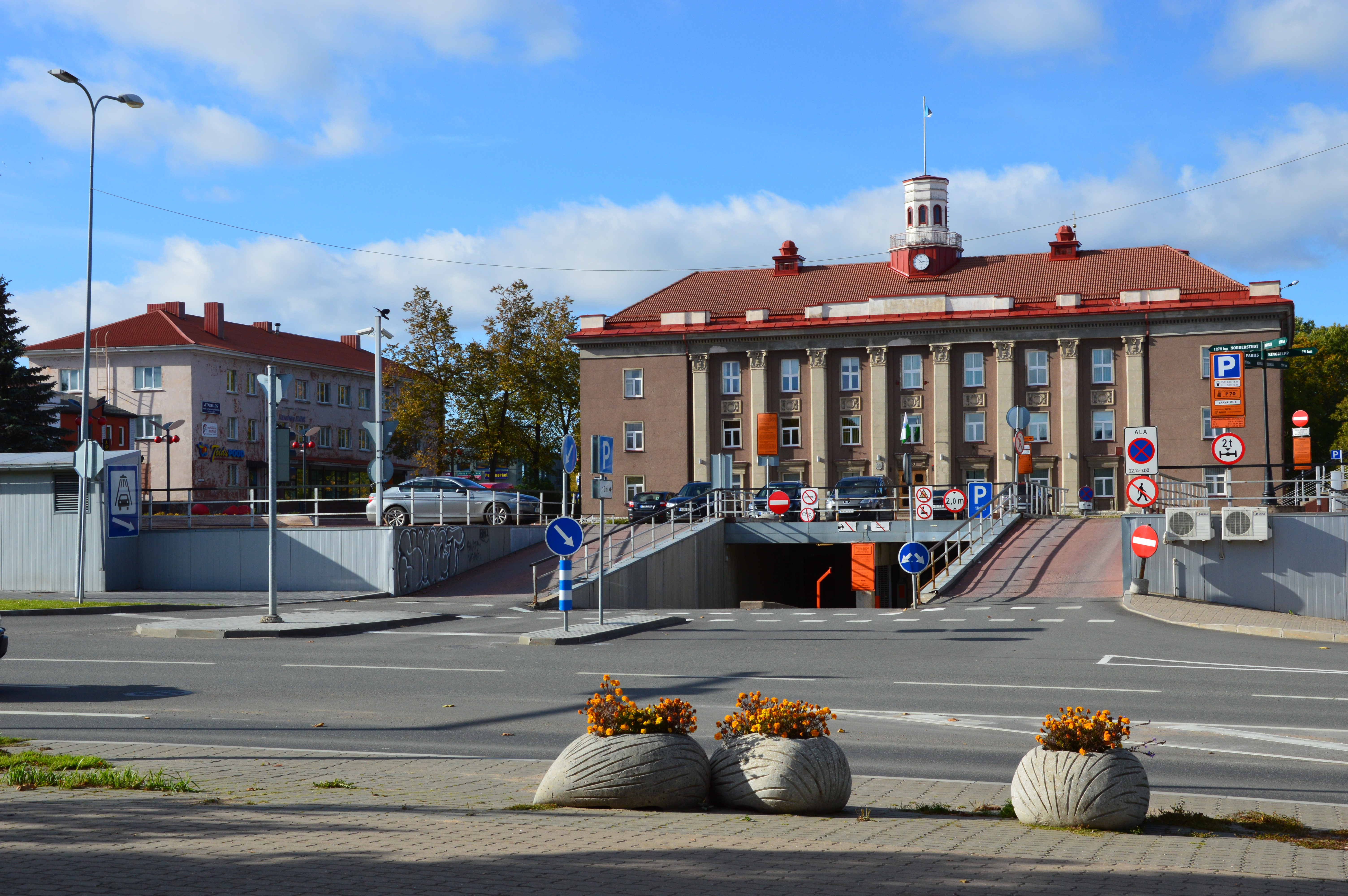
الميدان المركزي
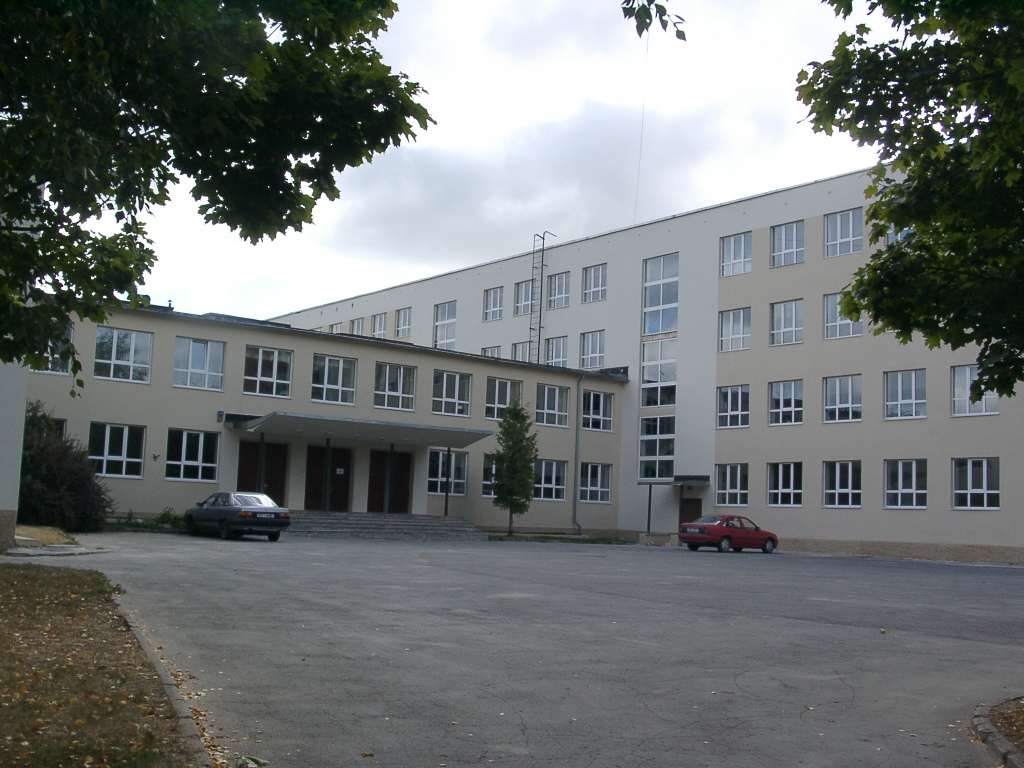
صالة الالعاب الرياضية
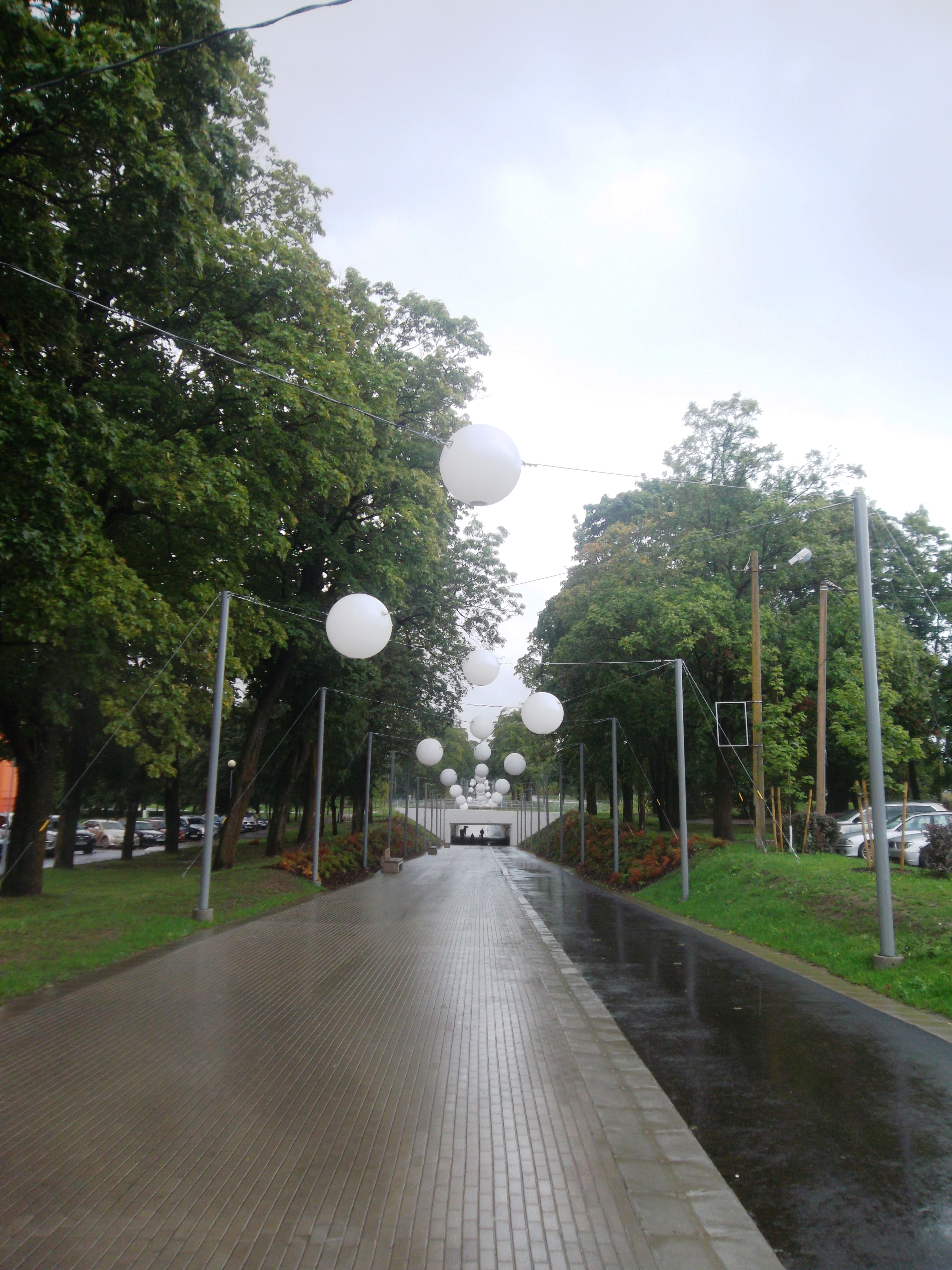
منتزه جوفي
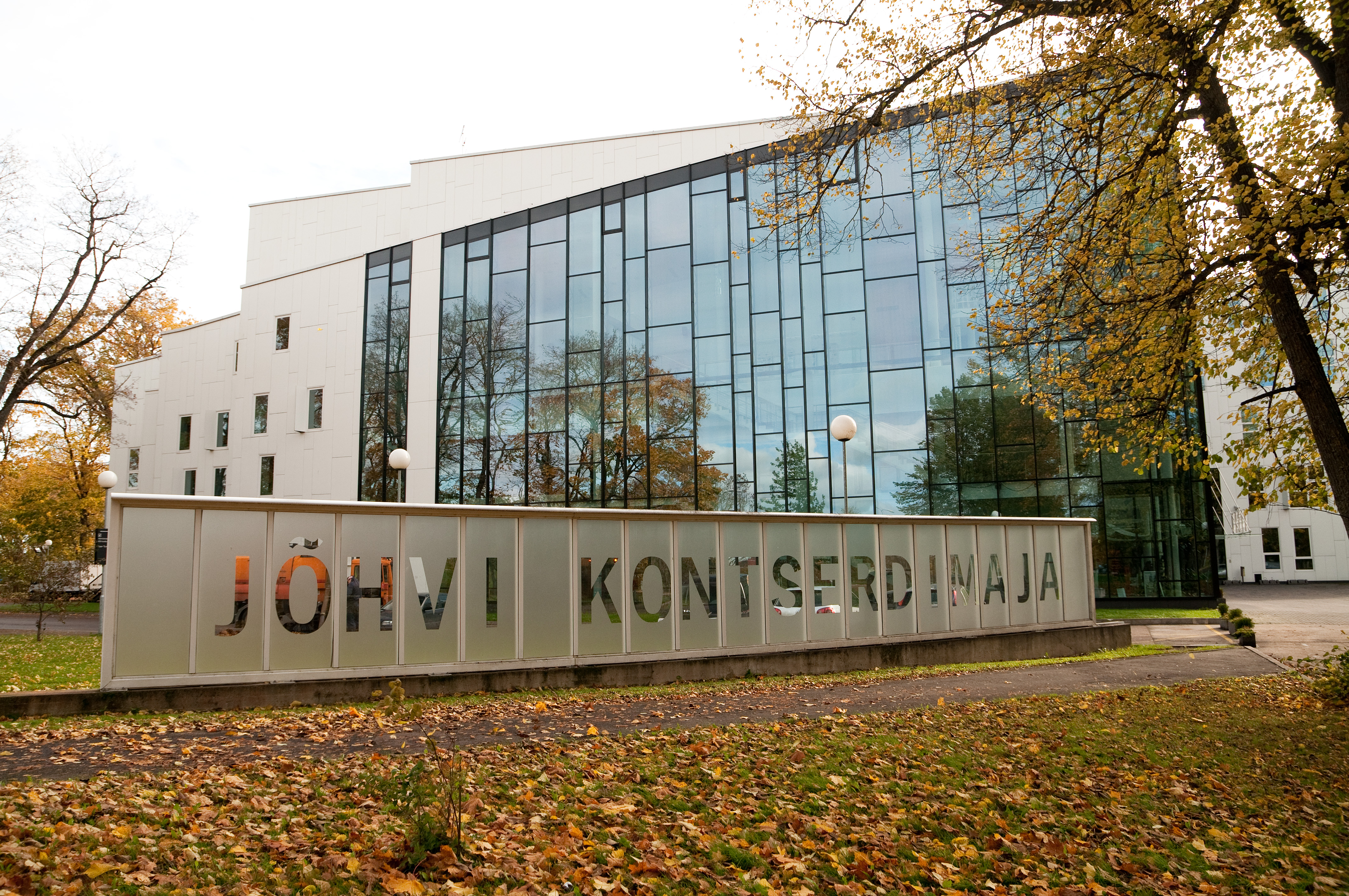
قاعة حفلات جوفي
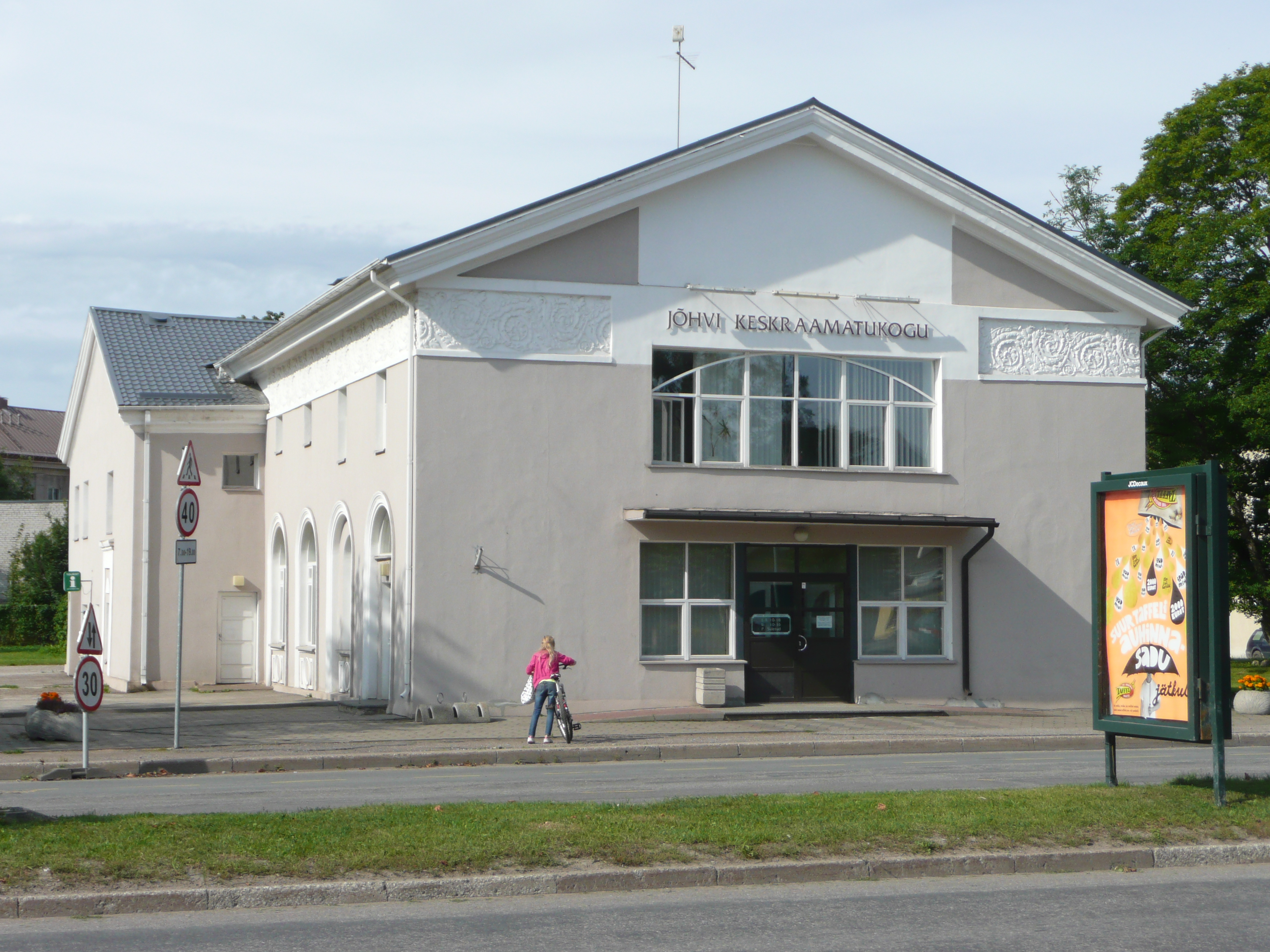
مكتبة جوفي المركزية
في الليل في الليل
نصب تذكاري في ذكرى كالجو كيسك

## روابط خارجية
- أبرشية جيهفي باللغة الإستونية